# Casa França-Brasil

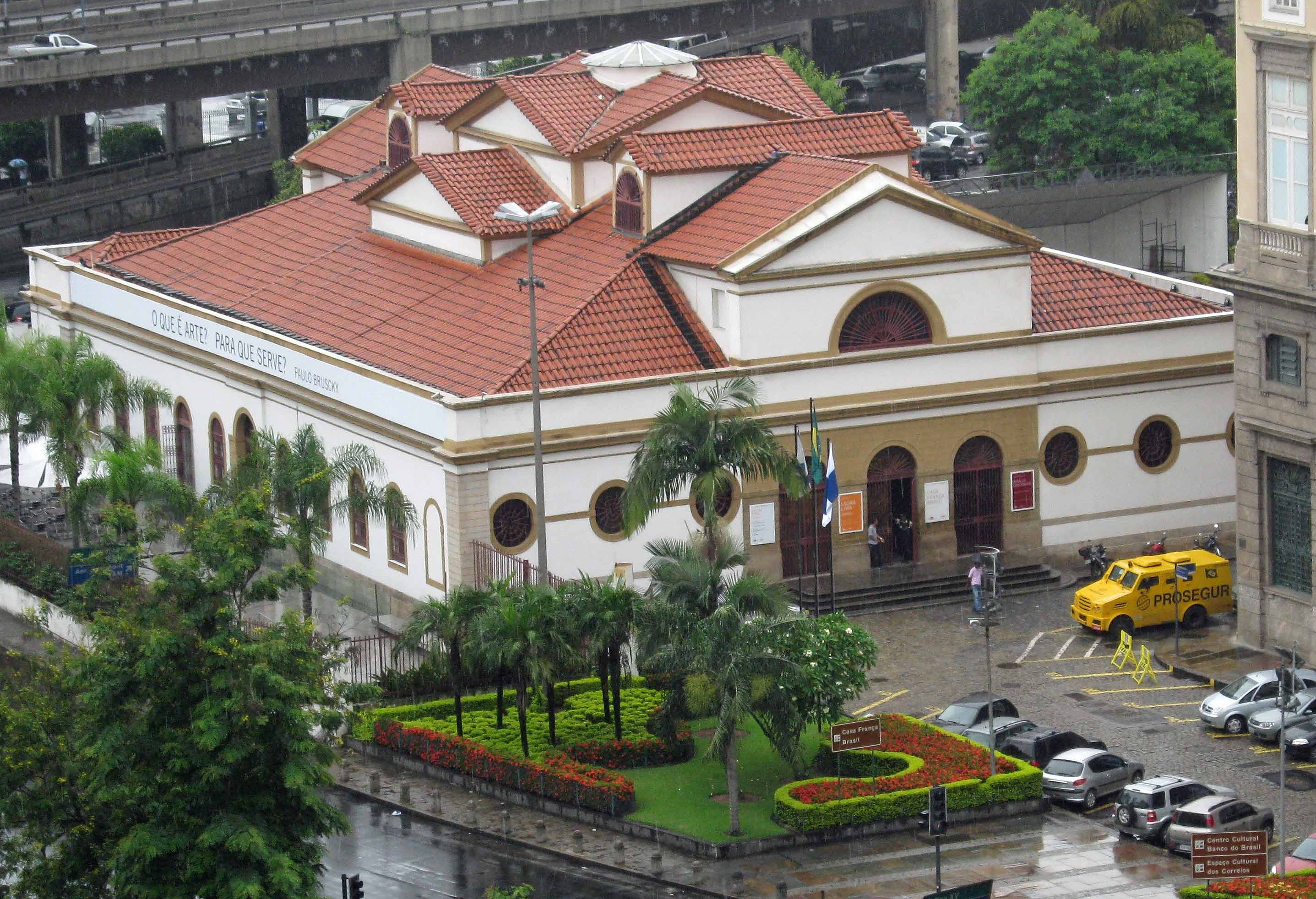
Vista do edifício.

Casa França-Brasil localiza-se no Centro histórico do Rio de Janeiro, estado do mesmo nome, no Brasil. Este imóvel histórico, atualmente encontra-se requalificado como um centro cultural. É um patrimônio cultural nacional, tombado pelo Instituto do Patrimônio Histórico e Artístico Nacional (IPHAN), na data de 24 de maio de 1938, sob o processo de nº 101-T-1938.

## História
Trata-se de um imponente solar neoclássico, projetado por Grandjean de Montigny, integrante da Missão Artística Francesa (1816) e professor da Academia Imperial de Belas Artes. Encomendado por João VI de Portugal, em 1819, para a instalação da primeira Praça do Comércio da cidade, foi inaugurado em 13 de maio de 1820.
No contexto dos agitados dias que antecederam a Independência do Brasil, foi palco do episódio conhecido como "Açougue dos Bragança" (21 de abril de 1821), em que tropas do príncipe-regente dom Pedro (futuro Pedro I do Brasil) invadiram o local e dispersaram uma manifestação a favor da permanência da corte portuguesa no país.
Em 1824, o prédio passou a sede da Alfândega e, em 1852, foram-lhe promovidas as primeiras reformas e remodelações, a cargo do engenheiro brasileiro André Rebouças e do arquiteto português Raphael de Castro.
Embora reconhecido, em 1938, pelo então Serviço do Patrimônio Histórico e Artístico Nacional como de valor arquitetônico inquestionável, o prédio, transformado em depósito após a transferência da Alfândega, e em processo notório de deterioração, só veio a conhecer novas reformas em 1951. Entre 1956 e 1978, abrigou o 2.º Tribunal do Júri.
Em nossos dias, o projeto de requalificação do edifício para fins culturais foi concebido por Darcy Ribeiro, em 1983, quando secretário de Cultura do estado do Rio de Janeiro, sendo viabilizado no ano seguinte (1984) por um convênio entre os ministérios da Cultura brasileiro e francês. As obras de restauro ficaram a cargo de equipes especializadas, que trabalharam a partir das plantas originais, com o apoio e recursos da Secretaria da Cultura, do Instituto do Patrimônio Histórico e Artístico Nacional, da Fundação Nacional Pró-Memória, do Ministério da Cultura da França, da Fundação Roberto Marinho e da Rhodia.
Um projeto de utilização do espaço para múltiplas funções culturais foi concebido pelo museólogo francês Pierre Castel e uma equipe brasileira, em 1989. O espaço foi inaugurado como "Casa França-Brasil" em 29 de março de 1990.
Posteriormente, em 1992, foi inaugurada a Sala de Cinema e Vídeo Henri Langlois, que exibia produções fora do circuito comercial. Em 1994, o setor de multimeios foi ampliado, com a organização e a informatização da videoteca e da biblioteca e a geração de ampla base de dados para consultas, que podiam ser feitas em cabines individuais, CD-ROMs e banco de dados eletrônicos. A casa contava ainda com uma loja e um bistrô.
Desde a sua inauguração, desenvolveu uma programação eclética, com exposições de temas variados e artistas consagrados, modernos e contemporâneos, como Joan Miró, Glauco Rodrigues, Antonio Henrique do Amaral e Niki de Saint Phalle.
Em 2008, passou por mais um processo de transformação. Por iniciativa do Governo do Rio de Janeiro e da Secretaria de Estado de Cultura, obras estruturais foram realizadas em todo o prédio histórico, retomando os espaços originais para melhor utilização expositiva dos projetos culturais. O centro cultural reabriu suas portas ao público em 2009, assumindo nova missão institucional e linha curatorial, focadas na arte e cultura contemporâneas.

## Características
O edifício, considerado um dos primeiros registros do estilo neoclássico no país, apresenta sólidas paredes, colunas e claraboias.
A princípio, conforme o projeto de Grandjean de Montigny, a fachada principal da edificação apresentava grandes janelas, iguais as janelas existentes nas fachadas laterais do edifício. Para sediar a alfândega, foi necessário passar por reformas, onde precisou fechar parcialmente as janelas para uma maior proteção, transformando-as em óculos, característica que permanece nos dias atuais. Ainda, na fachada principal, há três portas com verga em arco, que são acessadas através de escadas. E as fachadas laterais apresentam uma porta central, ladeada por cinco grandes janelas.
Internamente, o edifício possui um grande salão aberto em cruz com abóbadas de berço e uma cúpula central com um lanternim, que lhe proporciona iluminação. A cobertura é sustentada por vinte e quatro colunas dóricas revestidas de madeira com pintura marmorizada.